# Paternu
Paternu je priimek več znanih Slovencev:
- Boris Paternu (1926 - 2021), literarni zgodovinar in teoretik, univerzitetni profesor, akademik
- Breda Maček Paternu (1929 - 2006), zdravnica
- Marija Pirjevec Paternu (*1941), literarna zgodovinarka, univerzitetna profesorica, prevajalka (Trst)
- Marko Paternu, jamski reševalec, med začetniki gorskega kolesarstva na Slovenskem
- Uroš Paternu (*1972), slikar